# Sibbe
Sibbe (en limbourgeois : Sub ou Suub) est un village néerlandais d'environ 1 390 habitants (2006) dans la commune de Fauquemont-sur-Gueule, dans la province du Limbourg néerlandais.

## Géographie
Sibbe est situé sur le plateau au sud-ouest de Fauquemont, à une dizaine de kilomètres à l'ouest de Maastricht. Sibbe possède plusieurs maisons en marne (du marnier local de Sibbe).

## Histoire
La ferme fortifiée et seigneuriale Sibberhuuske date du XVIe siècle, dans le style du type Renaissance spécifique au pays mosan.
L'église est dédiée à sainte Rose et a été construite en 1844. La paroisse de Sibbe couvre également le village voisin d'IJzeren.
Jusqu'en 1940, Sibbe faisait partie de la commune d'Oud-Valkenburg, puis de 1940 à 1981 à celle de Valkenburg-Houthem.